# Rabeka
Rabeka is een bestuurslaag in het regentschap Kupang van de provincie Oost-Nusa Tenggara, Indonesië. Rabeka telt 1408 inwoners (volkstelling 2010).